# Lennart Rydberg
Anders Lennart Rydberg, född 26 augusti 1942 i Gustav Vasa församling i Stockholm, är en svensk ekonom och politiker.
Lennart Rydberg är son till redaktören Sune Rydberg och kontoristen Märta, ogift Andersson. Efter studier vid Handelshögskolan i Stockholm blev han civilekonom 1966. Han blev förbundssekreterare för Folkpartiets ungdomsförbund samma år, utredningssekreterare vid Folkpartiets riksdagskansli 1969, kommunalpolitisk sekreterare för Folkpartiet i Stockholms län 1970 och sekreterare vid Sveriges Industriförbund 1972. Rydberg blev borgarråd vid personalroteln i Stockholm 1976, vid skolroteln 1979–1982, vid gaturoteln 1985–1988, vid brand-, park- och fritidsroteln 1988–1991 och socialroteln från 1991. Han var gruppledare för Folkpartiet från 1979.
Han blev ledamot av kommunfullmäktige i Stockholm 1966, ordförande i Folkpartiets Stockholmsförening från 1977 (styrelseordförande 1970–1977), stiftelsen Skärgårdsbåten från 1977 (ordförande i arbetsutskottet från 1970), styrelseledamot i Svenska Kommunförbundet från 1979 och andre vice ordförande där från 1992. Han har forskat om ångbåtar och givit ut flera böcker i ämnet.
Rydberg var 1968–1983 gift med politikern Birgit Friggebo (född 1941) och sedan 1983 med Christina Hultgren (född 1945).